# Lola B99/50
La Lola B99/50 è una vettura sportiva monoposto a ruote scoperte creata nel 1999.

## Storia
La vettura venne ideata come unica vettura ammessa nell'International Formula 3000 a partire dalla stagione 1999. Venne impiegata per tre stagioni in quel campionato, (fino alla 2001), prima di essere sostituita dalla Lola B02/50. Successivamente, dal 2002, è stata introdotta nel campionato Euro Formula 3000. Venne impiegata in via esclusiva fino al 2004, per poi essere affiancata con la più moderna Lola B02/50. Ai piloti utilizzanti il vecchio telaio venne riservata una classifica a parte. Venne impiegata anche nella 3000 Pro Series nel 2005 e 2006.
Attualmente insieme al più recente modello, la Lola B02/50, è utilizzata nelle gare di velocità in salita a livello italiano ed europeo; in continua lotta con la monoposto FA 30 del costruttore italiano Osella Corse.

## Specifiche tecniche

### Telaio
Il telaio è ideato e costruito dalla Lola Racing Cars, in fibra di carbonio.

### Motore
Il motore è prodotto dalla Zytek Engineering. Con una cilindrata di 2.997 cm³ con struttura V8, è capace di produrre una potenza misurata in 470 cv.
- Configurazione:  90°  V8
- Cilindrata:  2.997 cc
- Valvole:  32
- Gestione del motore:  Zytek
- Iniezione:  Zytek
- Candele:  NGK Spark Plug
- coppia motrice massima:  6900 rpm (380 N·m)
- Massima potenza:  470 cv

### Altri dati
La vettura ha un passo di 3000 mm e una larghezza di 1476 mm (anteriore) e 1411 mm (posteriore). Il peso totale è di 575 chili.

### Sospensioni
Le sospensioni anteriori e posteriori  sono di tipo pushrod, e sono a doppi triangoli sovrapposti.